# WWE王座 (世界ヘビー級)
WWE王座（WWE Championship）は、アメリカ合衆国のプロレス団体WWEにおける王座の一つである。王座を巡る抗争は番組のメインストーリーとして扱われている。

## 歴史

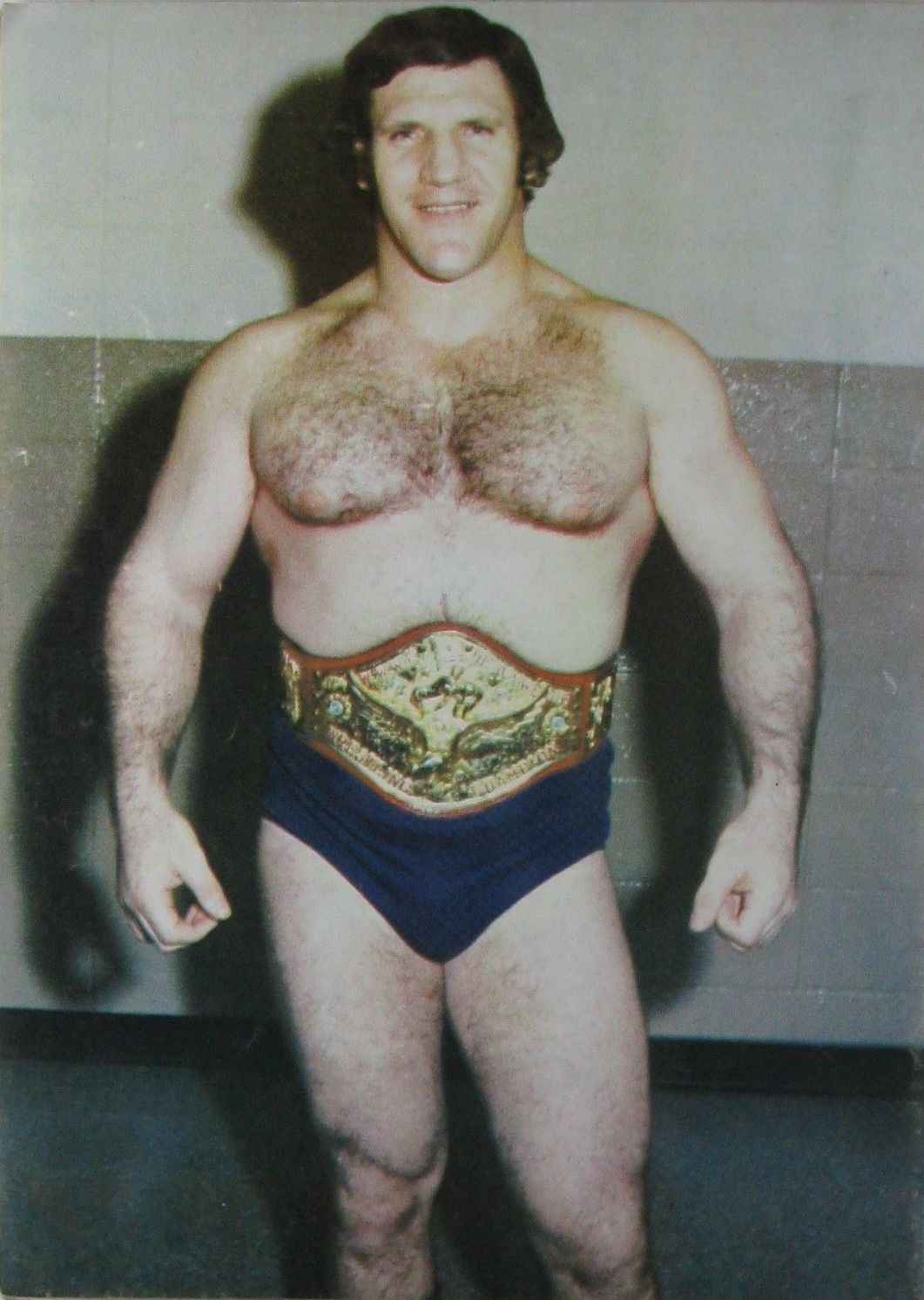
ブルーノ・サンマルチノ（1976年）

王座創設はWWEの前身であるWWWF（ワールド・ワイド・レスリング・フェデレーション）設立前の1963年1月25日とされる。初代王者はリオデジャネイロでのトーナメントを勝ち抜いたバディ・ロジャースで、決勝の相手はアントニオ・ロッカとされているが、このトーナメントは実際には行われていない（この前日の24日、トロントでロジャース対ルー・テーズのNWA世界ヘビー級王座戦が行われ、ロジャースがテーズに敗れて王座から陥落した。当時、ロジャースの防衛スケジュールはアメリカ北東部偏重であり、NWA内部から反感を買っていた。そのため、NWA王座はテーズに移動させられることとなったが、これを不服としたビンス・マクマホン・シニアら北東部のプロモーター達はNWAを脱退し、ロジャースを初代王者としてWWWFを結成した）。当初、ロジャースのタイトルには団体名は冠されてはおらず、単に「世界ヘビー級王座」と呼ばれていたが、4月よりタイトルはWWWF世界ヘビー級王座として定着。同年5月17日、ニューヨークのマディソン・スクエア・ガーデンにてブルーノ・サンマルチノがロジャースを下して第2代王者となり、以後約8年間に渡り王座を保持した。

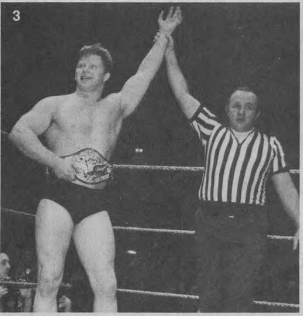
ボブ・バックランド（1978年）

1971年2月よりプエルトリカンのペドロ・モラレスが新王者となり、イタリア移民のサンマルチノに続くニューヨークのマイノリティのヒーローとして活躍するが、同年8月、WWWFがNWAに加盟したためタイトルから「世界」の文字が外され、WWWFヘビー級王座に改称された。以後、サンマルチノの第2次政権を経て、ショーマン派のスーパースター・ビリー・グラハムやアスリート系のボブ・バックランドが戴冠した。バックランド戴冠時の1979年3月29日、団体名がWWF（ワールド・レスリング・フェデレーション）に改称され、タイトルもWWFヘビー級王座となる。同年12月には日本でアントニオ猪木が王座を獲得したが、日本での王座移動の経緯はアメリカのファンに説明されなかった。そのため、猪木の戴冠についてはWWEが認めている時期と認めていない時期があり、公式的には猪木は歴代王者にカウントされていない。

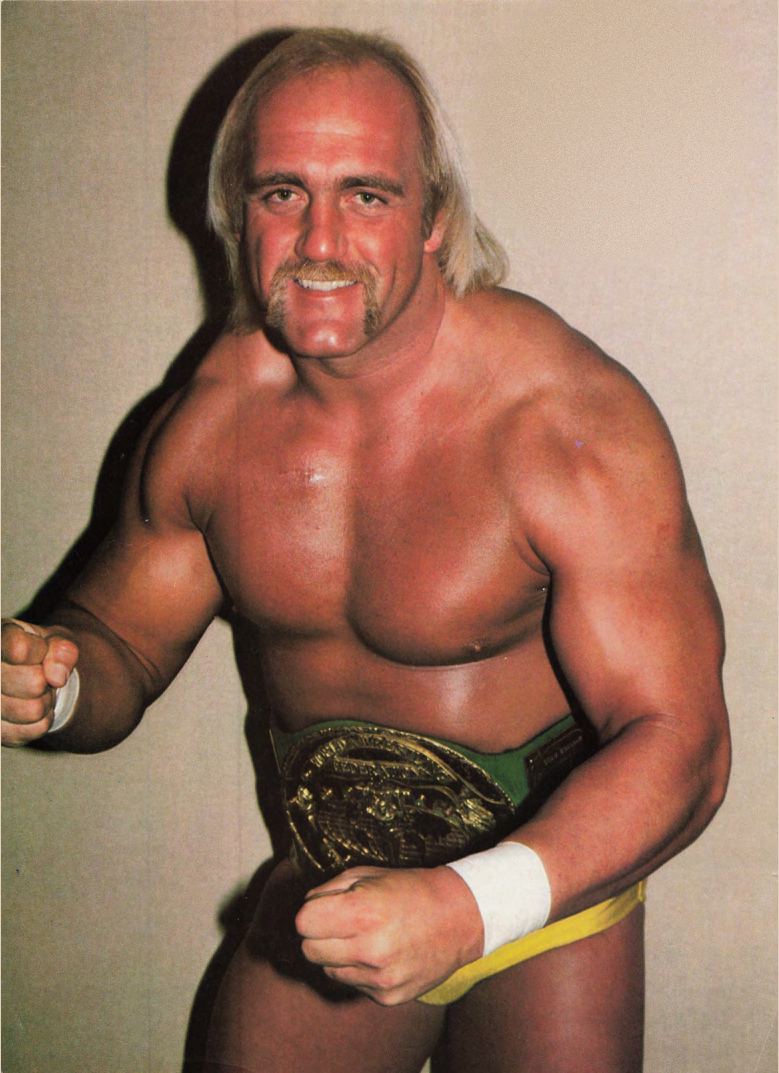
ハルク・ホーガン（1985年）

マクマホン・シニアが死去し、ビンス・マクマホン・ジュニアの新体制下でWWFの全米侵攻がスタートした1984年からは、ハルク・ホーガンを主軸とした王座争いに移行。再びNWAを脱退したことから、タイトルもWWF世界ヘビー級王座として「世界」の文字が冠されることとなった。その後、ランディ・サベージやアルティメット・ウォリアーなども王者となり、WWFのファミリー・エンターテインメント路線を牽引した。ホーガンがWCWに移籍した1993年以降は、ニュー・ジェネレーション路線としてブレット・ハートやショーン・マイケルズが王座戦線の主役となった。

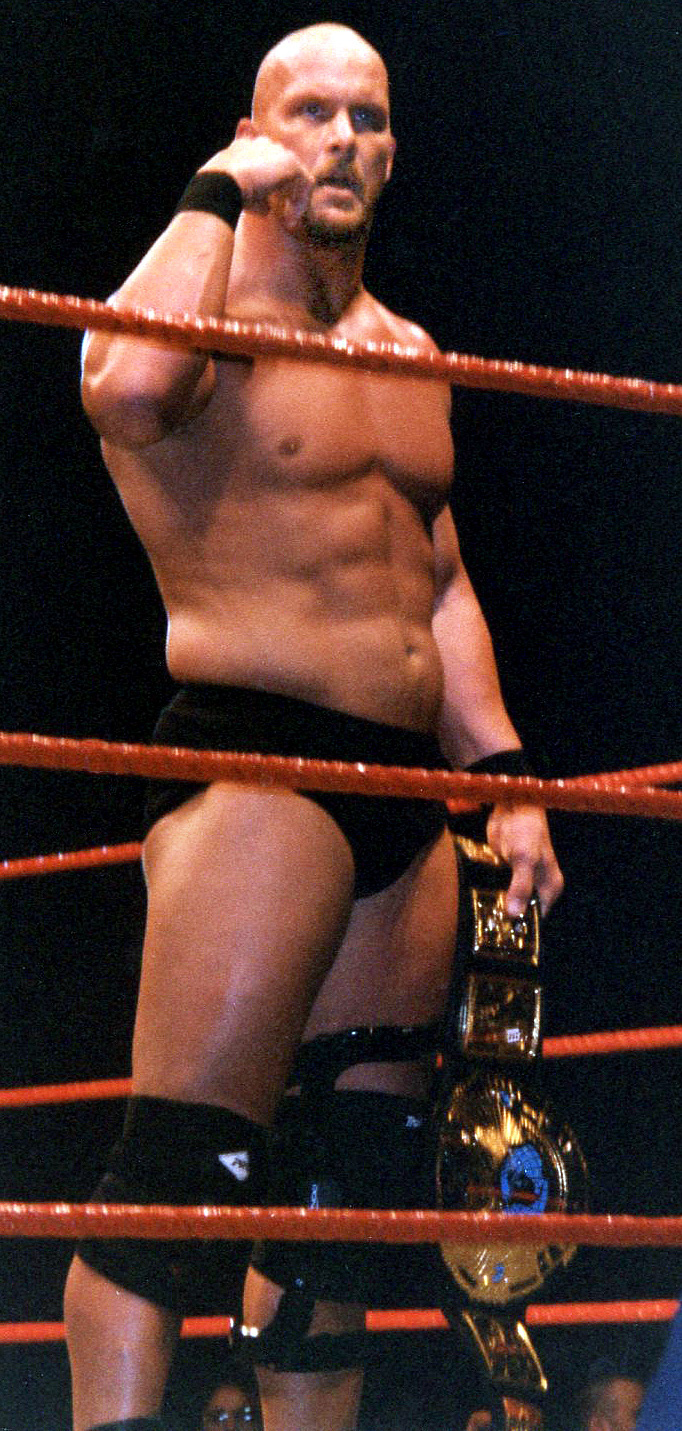
スティーブ・オースチン（1999年）

1997年、WWFは視聴率争いで一歩リードされていたWCWに対抗するために、これまでのプロレスの常識を覆すソープオペラ調のストーリー、アティテュード路線に切り替える。以降、ストーン・コールド・スティーブ・オースチン、ザ・ロック、トリプルHらを中心とした王座争いがドラマ仕立てで展開され、WWFの会長であるビンス・マクマホンまでもが王者になるということもあった。
2001年12月9日に開催されたヴェンジェンス2001ではWWF王座とWCW王座を統一したWWF統一王座（Undisputed WWF Championship）が新設され、クリス・ジェリコ、ロック、オースチン、カート・アングルの4名によるトーナメントの結果、ジェリコが初代統一王座を戴冠した。今なおジェリコは「一夜でロックとオースチンを倒した唯一の男」と喧伝されている。
2002年8月25日に開催されたサマースラム2002での統一王座戦ロックvsブロック・レスナーでレスナーがロックに勝利し王座を奪取。当時統一王者はRAW、スマックダウン両方の番組に出ることが可能であったが、レスナーはスマックダウン専属となった。また団体の名称が世界自然保護基金（WWF）の抗議により変更となりWWE王座と改称された。以降はスマックダウンが王座を管轄し、RAWには世界ヘビー級王座が新設され、WWE王座と同等の扱いの王座となった。
2005年4月3日に開催されたレッスルマニア21でジョン・シナがジョン・ブラッドショー・レイフィールドから王座を奪取し、6月のドラフトで王座を持ったままRAWに移籍。2008年開催のドラフトでは、トリプルHが王座を保持したままスマックダウンに移籍。2009年開催のドラフトでも、トリプルHが王者のままRAWに移籍した。
2013年のTLC戦で、ランディ・オートンが、シナとの王座統一戦で制し、名称もWWE世界ヘビー級王座（WWE World Heavyweight Championship）と改称される。これにより、11年間同じ最高位の王座としてあった世界ヘビー級王座は廃止されることになった。
以降、名称はWWE王座→WWE世界王座→WWE王座と辿る。
2022年4月3日、WWEユニバーサル王者のロマン・レインズが、WWE王者のブロック・レスナーに勝利し、両王座を統一。のちにベルトが一本化され、統一WWEユニバーサル王座（Undisputed WWE Universal Championship）を構成する王座の一つになった。
2024年4月第3週に、王座名が統一WWE王座（Undisputed WWE Championship）へ変更された。
歴代最多戴冠はシナの14回（2025年4月20日戴冠時）。

## 歴代チャンピオン
| チャンピオン                                                                                    | 戴冠回数 | 保持日数 | 日付           |
| ----------------------------------------------------------------------------------------------- | -------- | -------- | -------------- |
| バディ・ロジャース ※戴冠中の1963年4月、WWWF世界ヘビー級王座として定着                           | 1        | 21日     | 1963年1月25日  |
| WWWF世界ヘビー級王座                                                                            |          |          |                |
| チャンピオン                                                                                    | 戴冠回数 | 保持日数 | 日付           |
| ブルーノ・サンマルチノ                                                                          | 1        | 2803日   | 1963年5月17日  |
| イワン・コロフ                                                                                  | 1        | 21日     | 1971年1月18日  |
| ペドロ・モラレス ※戴冠中の1971年8月、WWWFヘビー級王座に改称                                     | 1        | 1027日   | 1971年2月8日   |
| WWWFヘビー級王座                                                                                |          |          |                |
| チャンピオン                                                                                    | 戴冠回数 | 保持日数 | 日付           |
| スタン・スタージャック                                                                          | 1        | 9日      | 1973年12月1日  |
| ブルーノ・サンマルチノ                                                                          | 2        | 1237日   | 1973年12月10日 |
| スーパースター・ビリー・グラハム                                                                | 1        | 296日    | 1977年4月30日  |
| ボブ・バックランド ※戴冠中の1979年3月29日、WWFヘビー級王座に改称                                | 1        | 2135日   | 1978年2月20日  |
| WWFヘビー級王座                                                                                 |          |          |                |
| チャンピオン                                                                                    | 戴冠回数 | 保持日数 | 日付           |
| ジ・アイアン・シーク                                                                            | 1        | 28日     | 1983年12月26日 |
| WWF世界ヘビー級王座                                                                             |          |          |                |
| チャンピオン                                                                                    | 戴冠回数 | 保持日数 | 日付           |
| ハルク・ホーガン                                                                                | 1        | 1474日   | 1984年1月23日  |
| アンドレ・ザ・ジャイアント ※テッド・デビアスが王座を買収したため剥奪                            | 1        | 0日      | 1988年2月5日   |
| ランディ・サベージ ※レッスルマニアIVでのトーナメント決勝でデビアスを破り戴冠                    | 1        | 371日    | 1988年3月27日  |
| ハルク・ホーガン                                                                                | 2        | 364日    | 1989年4月2日   |
| アルティメット・ウォリアー                                                                      | 1        | 293日    | 1990年4月1日   |
| サージェント・スローター                                                                        | 1        | 64日     | 1991年1月19日  |
| ハルク・ホーガン                                                                                | 3        | 248日    | 1991年3月24日  |
| ジ・アンダーテイカー                                                                            | 1        | 6日      | 1991年11月27日 |
| ハルク・ホーガン ※不明瞭な判定のため翌日に王座空位                                              | 4        | 1日      | 1991年12月3日  |
| リック・フレアー ※ロイヤルランブルに優勝して戴冠                                                | 1        | 77日     | 1992年1月19日  |
| ランディ・サベージ                                                                              | 2        | 149日    | 1992年4月5日   |
| リック・フレアー                                                                                | 2        | 41日     | 1992年9月1日   |
| ブレット・ハート                                                                                | 1        | 174日    | 1992年10月12日 |
| ヨコズナ                                                                                        | 1        | 0日      | 1993年4月4日   |
| ハルク・ホーガン                                                                                | 5        | 70日     | 1993年4月4日   |
| ヨコズナ                                                                                        | 2        | 280日    | 1993年6月13日  |
| ブレット・ハート                                                                                | 2        | 248日    | 1994年3月20日  |
| ボブ・バックランド                                                                              | 3        | 3日      | 1994年11月23日 |
| ディーゼル                                                                                      | 1        | 358日    | 1994年11月26日 |
| ブレット・ハート                                                                                | 3        | 133日    | 1995年11月19日 |
| ショーン・マイケルズ                                                                            | 1        | 231日    | 1996年3月31日  |
| サイコ・シッド                                                                                  | 1        | 63日     | 1996年11月17日 |
| ショーン・マイケルズ ※1997年2月13日、膝の負傷により返上                                         | 2        | 25日     | 1997年1月19日  |
| ブレット・ハート ※スティーブ・オースチン、ベイダー、アンダーテイカーとの4ウェイ戦に勝利して戴冠 | 4        | 1日      | 1997年2月16日  |
| サイコ・シッド                                                                                  | 2        | 34日     | 1997年2月17日  |
| ジ・アンダーテイカー                                                                            | 2        | 133日    | 1997年3月23日  |
| ブレット・ハート                                                                                | 5        | 98日     | 1997年8月3日   |
| ショーン・マイケルズ                                                                            | 3        | 140日    | 1997年11月9日  |
| ストーン・コールド・スティーブ・オースチン                                                      | 1        | 91日     | 1998年3月29日  |
| ケイン                                                                                          | 1        | 0日      | 1998年6月28日  |
| ストーン・コールド・スティーブ・オースチン                                                      | 2        | 90日     | 1998年6月29日  |
| ザ・ロック                                                                                      | 1        | 50日     | 1998年11月15日 |
| マンカインド                                                                                    | 1        | 20日     | 1999年1月4日   |
| ザ・ロック                                                                                      | 2        | 7日      | 1999年1月24日  |
| マンカインド                                                                                    | 2        | 15日     | 1999年1月31日  |
| ザ・ロック                                                                                      | 3        | 41日     | 1999年2月15日  |
| ストーン・コールド・スティーブ・オースチン                                                      | 3        | 56日     | 1999年3月28日  |
| ジ・アンダーテイカー                                                                            | 3        | 36日     | 1999年5月23日  |
| ストーン・コールド・スティーブ・オースチン                                                      | 4        | 55日     | 1999年6月28日  |
| マンカインド                                                                                    | 3        | 1日      | 1999年8月22日  |
| トリプルH                                                                                       | 1        | 24日     | 1999年8月23日  |
| ミスター・マクマホン                                                                            | 1        | 4日      | 1999年9月16日  |
| トリプルH                                                                                       | 2        | 49日     | 1999年9月26日  |
| ビッグ・ショー                                                                                  | 1        | 50日     | 1999年11月14日 |
| トリプルH                                                                                       | 3        | 117日    | 2000年1月3日   |
| ザ・ロック                                                                                      | 4        | 20日     | 2000年4月30日  |
| トリプルH                                                                                       | 4        | 34日     | 2000年5月21日  |
| ザ・ロック                                                                                      | 5        | 118日    | 2000年6月25日  |
| カート・アングル                                                                                | 1        | 125日    | 2000年10月22日 |
| ザ・ロック                                                                                      | 6        | 34日     | 2001年2月25日  |
| ストーン・コールド・スティーブ・オースチン                                                      | 5        | 175日    | 2001年4月1日   |
| カート・アングル                                                                                | 2        | 14日     | 2001年9月23日  |
| ストーン・コールド・スティーブ・オースチン                                                      | 6        | 61日     | 2001年10月8日  |
| クリス・ジェリコ                                                                                | 1        | 97日     | 2001年12月9日  |
| WWF統一王座                                                                                     |          |          |                |
| チャンピオン                                                                                    | 戴冠回数 | 保持日数 | 日付           |
| トリプルH                                                                                       | 5        | 34日     | 2002年3月17日  |
| ハルク・ホーガン                                                                                | 6        | 28日     | 2002年4月21日  |
| ジ・アンダーテイカー                                                                            | 4        | 62日     | 2002年5月19日  |
| WWE統一王座                                                                                     |          |          |                |
| チャンピオン                                                                                    | 戴冠回数 | 保持日数 | 日付           |
| ザ・ロック                                                                                      | 7        | 34日     | 2002年7月21日  |
| ブロック・レスナー                                                                              | 1        | 83日     | 2002年8月25日  |
| WWE王座                                                                                         |          |          |                |
| チャンピオン                                                                                    | 戴冠回数 | 保持日数 | 日付           |
| ビッグ・ショー                                                                                  | 2        | 27日     | 2002年11月17日 |
| カート・アングル                                                                                | 3        | 104日    | 2002年12月15日 |
| ブロック・レスナー                                                                              | 2        | 118日    | 2003年3月30日  |
| カート・アングル                                                                                | 4        | 52日     | 2003年7月27日  |
| ブロック・レスナー                                                                              | 3        | 150日    | 2003年9月18日  |
| エディ・ゲレロ                                                                                  | 1        | 132日    | 2004年2月15日  |
| ジョン・ブラッドショー・レイフィールド                                                          | 1        | 279日    | 2004年6月27日  |
| ジョン・シナ                                                                                    | 1        | 279日    | 2005年4月3日   |
| エッジ                                                                                          | 1        | 20日     | 2006年1月8日   |
| ジョン・シナ                                                                                    | 2        | 132日    | 2006年1月29日  |
| ロブ・ヴァン・ダム                                                                              | 1        | 21日     | 2006年6月11日  |
| エッジ                                                                                          | 2        | 75日     | 2006年7月3日   |
| ジョン・シナ                                                                                    | 3        | 380日    | 2006年9月17日  |
| ランディ・オートン                                                                              | 1        | 0日      | 2007年10月7日  |
| トリプルH                                                                                       | 6        | 0日      | 2007年10月7日  |
| ランディ・オートン                                                                              | 2        | 202日    | 2007年10月7日  |
| トリプルH                                                                                       | 7        | 209日    | 2008年4月27日  |
| エッジ                                                                                          | 3        | 20日     | 2008年11月23日 |
| ジェフ・ハーディー                                                                              | 1        | 41日     | 2008年12月14日 |
| エッジ                                                                                          | 4        | 20日     | 2009年1月25日  |
| トリプルH                                                                                       | 8        | 69日     | 2009年2月15日  |
| ランディ・オートン                                                                              | 3        | 41日     | 2009年4月26日  |
| バティスタ                                                                                      | 1        | 1日      | 2009年6月7日   |
| ランディ・オートン                                                                              | 4        | 89日     | 2009年6月15日  |
| ジョン・シナ                                                                                    | 4        | 20日     | 2009年9月13日  |
| ランディ・オートン                                                                              | 5        | 20日     | 2009年10月4日  |
| ジョン・シナ                                                                                    | 5        | 48日     | 2009年10月25日 |
| シェイマス                                                                                      | 1        | 69日     | 2009年12月13日 |
| ジョン・シナ                                                                                    | 6        | 0日      | 2010年2月21日  |
| バティスタ                                                                                      | 2        | 35日     | 2010年2月21日  |
| ジョン・シナ                                                                                    | 7        | 83日     | 2010年3月28日  |
| シェイマス                                                                                      | 2        | 90日     | 2010年6月20日  |
| ランディ・オートン                                                                              | 6        | 63日     | 2010年9月19日  |
| ザ・ミズ                                                                                        | 1        | 159日    | 2010年11月22日 |
| ジョン・シナ                                                                                    | 8        | 76日     | 2011年5月1日   |
| CMパンク                                                                                        | 1        | 28日     | 2011年7月17日  |
| レイ・ミステリオ                                                                                | 1        | 0日      | 2011年7月25日  |
| ジョン・シナ                                                                                    | 9        | 19日     | 2011年7月25日  |
| アルベルト・デル・リオ                                                                          | 1        | 34日     | 2011年8月14日  |
| ジョン・シナ                                                                                    | 10       | 13日     | 2011年9月18日  |
| アルベルト・デル・リオ                                                                          | 2        | 48日     | 2011年10月2日  |
| CMパンク                                                                                        | 2        | 434日    | 2011年11月20日 |
| ザ・ロック                                                                                      | 8        | 69日     | 2013年1月27日  |
| ジョン・シナ                                                                                    | 11       | 132日    | 2013年4月7日   |
| ダニエル・ブライアン                                                                            | 1        | 0日      | 2013年8月18日  |
| ランディ・オートン                                                                              | 7        | 28日     | 2013年8月18日  |
| ダニエル・ブライアン                                                                            | 2        | 0日      | 2013年9月15日  |
| ランディ・オートン                                                                              | 8        | 160日    | 2013年10月27日 |
| WWE世界ヘビー級王座                                                                             |          |          |                |
| チャンピオン                                                                                    | 戴冠回数 | 保持日数 | 日付           |
| ダニエル・ブライアン                                                                            | 3        | 63日     | 2014年4月6日   |
| ジョン・シナ                                                                                    | 12       | 49日     | 2014年6月29日  |
| ブロック・レスナー                                                                              | 4        | 223日    | 2014年8月17日  |
| セス・ロリンズ                                                                                  | 1        | 220日    | 2015年3月29日  |
| ローマン・レインズ                                                                              | 1        | 0日      | 2015年11月22日 |
| シェイマス                                                                                      | 3        | 22日     | 2015年11月22日 |
| ローマン・レインズ                                                                              | 2        | 40日     | 2015年12月14日 |
| トリプルH                                                                                       | 9        | 69日     | 2016年1月24日  |
| ローマン・レインズ                                                                              | 3        | 76日     | 2016年4月3日   |
| セス・ロリンズ                                                                                  | 2        | 0日      | 2016年6月19日  |
| ディーン・アンブローズ                                                                          | 1        | 83日     | 2016年6月19日  |
| WWE王座 → WWE世界王座                                                                           |          |          |                |
| チャンピオン                                                                                    | 戴冠回数 | 保持日数 | 日付           |
| AJスタイルズ                                                                                    | 1        | 140日    | 2016年9月11日  |
| WWE王座                                                                                         |          |          |                |
| チャンピオン                                                                                    | 戴冠回数 | 保持日数 | 日付           |
| ジョン・シナ                                                                                    | 13       | 14日     | 2017年1月29日  |
| ブレイ・ワイアット                                                                              | 1        | 48日     | 2017年2月12日  |
| ランディ・オートン                                                                              | 9        | 49日     | 2017年4月2日   |
| ジンダー・マハル                                                                                | 1        | 169日    | 2017年5月21日  |
| AJスタイルズ                                                                                    | 2        | 371日    | 2017年11月7日  |
| ダニエル・ブライアン                                                                            | 4        | 144日    | 2018年11月13日 |
| コフィ・キングストン                                                                            | 1        | 180日    | 2019年4月7日   |
| ブロック・レスナー                                                                              | 5        | 184日    | 2019年10月4日  |
| ドリュー・マッキンタイア                                                                        | 1        | 202日    | 2020年4月5日   |
| ランディ・オートン                                                                              | 10       | 22日     | 2020年10月25日 |
| ドリュー・マッキンタイア                                                                        | 2        | 96日     | 2020年11月16日 |
| ザ・ミズ                                                                                        | 2        | 8日      | 2021年2月21日  |
| ボビー・ラシュリー                                                                              | 1        | 195日    | 2021年3月1日   |
| ビッグ・E                                                                                       | 1        | 110日    | 2021年9月13日  |
| ブロック・レスナー                                                                              | 6        | 27日     | 2022年1月1日   |
| ボビー・ラシュリー                                                                              | 2        | 20日     | 2022年1月29日  |
| ブロック・レスナー                                                                              | 7        | 43日     | 2022年2月19日  |
| ローマン・レインズ                                                                              | 4        | 735日    | 2022年4月3日   |
| WWE統一王座                                                                                     |          |          |                |
| チャンピオン                                                                                    | 戴冠回数 | 保持日数 | 日付           |
| コーディ・ローデス                                                                              | 1        | 379日    | 2024年4月7日   |
| ジョン・シナ                                                                                    | 14       | 106日    | 2025年4月20日  |
| コーディ・ローデス                                                                              | 2        | 2日      | 2025年8月3日   |